# Сереуад
Сереуад (рум. Sărăuad) — село у повіті Сату-Маре в Румунії. Адміністративно підпорядковане місту Тешнад.
Село розташоване на відстані 431 км на північний захід від Бухареста, 39 км на південний захід від Сату-Маре, 107 км на північний захід від Клуж-Напоки.

## Населення
За даними перепису населення 2002 року у селі проживали 1049 осіб.
Національний склад населення села:
| Національність | Кількість осіб | Відсоток |
| -------------- | -------------- | -------- |
| румуни         | 498            | 47,5%    |
| цигани         | 293            | 27,9%    |
| угорці         | 258            | 24,6%    |

Рідною мовою назвали:
| Мова      | Кількість осіб | Відсоток |
| --------- | -------------- | -------- |
| румунська | 493            | 47,0%    |
| циганська | 299            | 28,5%    |
| угорська  | 257            | 24,5%    |